# Filosofia greca

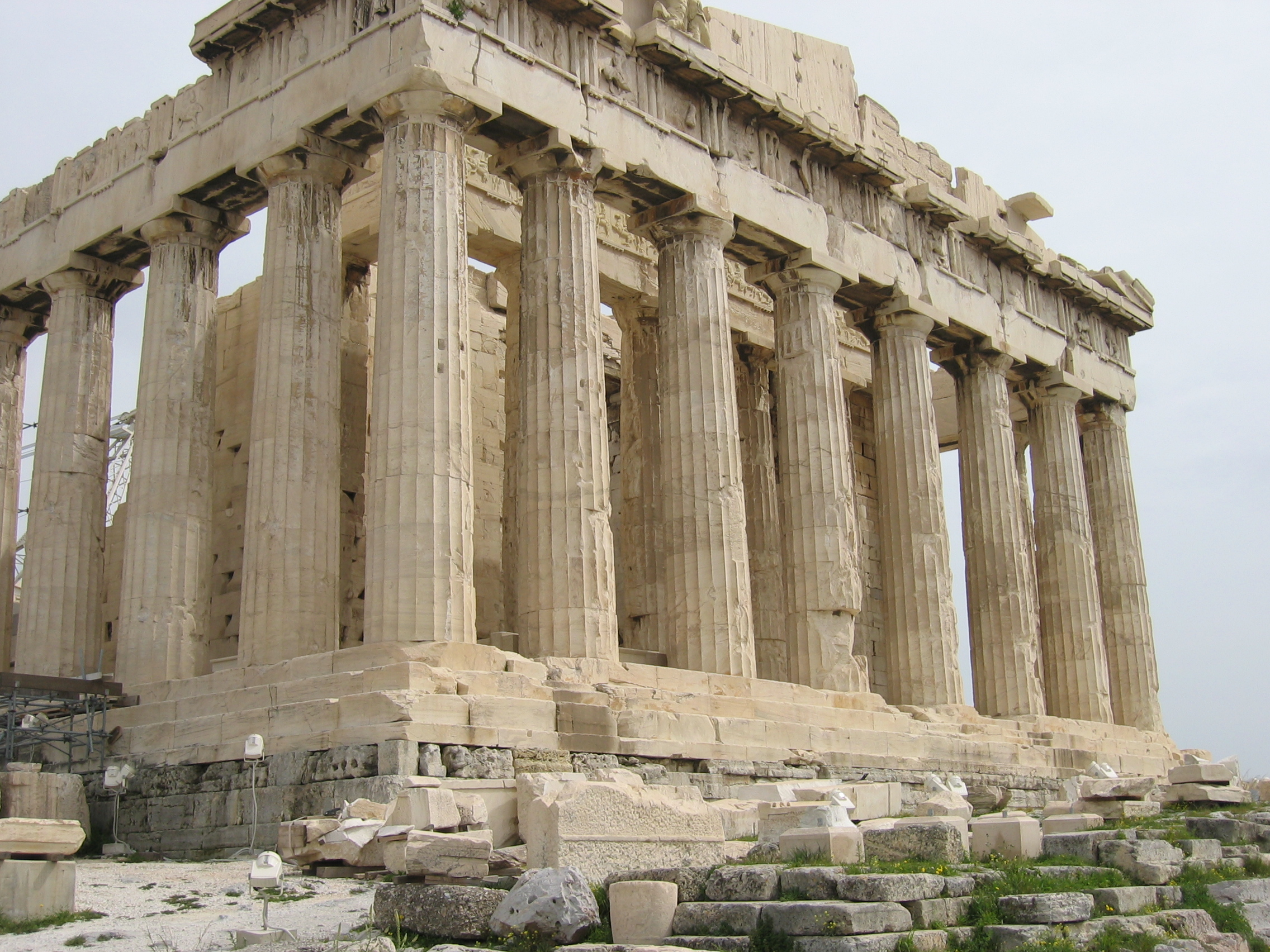
Il Partenone ad Atene

La filosofia greca rappresenta, nell'ambito della storia della filosofia occidentale, il primo momento dell'evoluzione del pensiero filosofico. Dal punto di vista cronologico, si identifica questa fase con il periodo che va dal VII secolo a.C. alla chiusura dell'Accademia di Atene, avvenuta nel 529 d.C. secondo l'editto di Giustiniano.

## I problemi della filosofia greca
Nell'ambito della filosofia greca sono poste in discussione ed esaminate, con vari esiti, tre diverse problematiche:
- l'ontologia, ovvero la definizione del principio elementare cui si può ricondurre l'origine (Archè) e la conservazione di tutta la realtà;[1]
- la gnoseologia, ovvero la definizione dei criteri di validità della conoscenza, e della via per approdare alla verità;[2]
- l'etica, ovvero l'esame critico del comportamento umano, volto a definire la migliore e più saggia condotta cui l'uomo deve o può attenersi.[3]

Naturalmente queste problematiche non sono le uniche di cui si è occupato il pensiero greco; alcuni pensatori infatti hanno rivolto la loro attenzione alla cosmologia, alla politica, all'epistemologia, alla matematica, all'estetica, etc.; in ogni caso si può ragionevolmente ritenere che i punti centrali della riflessione greca siano i tre sopra indicati.
Va inoltre sottolineato che i concetti di ontologia, gnoseologia ed etica sono stati definiti in fasi successive della storia della filosofia, ovvero soprattutto nel periodo medioevale e moderno; si tratta quindi di categorie critiche la cui denominazione è stata formulata posteriormente al pensiero greco nella sua originalità storica.

## Storia della filosofia greca
Di seguito vengono esposte, in un'ottica storico-filosofica, le principali correnti ed evoluzioni della filosofia greca. Per un'elencazione cronologica dei vari esponenti di queste correnti di pensiero, si rimanda alla voce filosofia antica.

### Pensiero greco arcaico
Normalmente, si fa risalire l'origine dell'intera filosofia occidentale al pensiero greco arcaico, e in particolare a una serie di modificazioni di tipo storico, economico politico e sociale, che, come ha illustrato Jean-Pierre Vernant nella sua interpretazione delle origini del pensiero greco, portarono intorno al VII secolo a.C. ad una progressiva desacralizzazione dell'antica cosmogonia e teogonia di Omero ed Esiodo. Al contempo però rimane difficile disgiungere il nuovo pensiero sapienziale da un tipo di religiosità esoterica più sotterranea che si esprime nelle forme dei misteri, soprattutto orfici ed eleusini.
Da una parte, perciò, si pone l'esigenza di una riflessione più autonoma, per certi versi scientifica, sui principi che sottostanno ai fenomeni naturali. Quest'esigenza spinge i primi pensatori, in particolare quelli della cosiddetta Scuola di Mileto, a partire da Talete, a porre la centralità della questione dell'archè: qual è l'elemento primordiale da cui ogni altro discende? E quali sono le leggi che regolano i rapporti fra gli elementi primordiali? Talete identificherà tale principio primo nell'acqua, Anassimandro nell'illimitato Ápeiron, Anassimene nell'aria, e altri pensatori, in seguito, proporranno ulteriori ipotesi in tal senso. Ciò che va sottolineato, in questi primi filosofi, non sono tanto le conclusioni a cui giunsero, ma lo sforzo di affrontare le questioni sull'origine e sul senso della realtà senza ricorrere a spiegazioni basate sul mito o sulla tradizione; per la prima volta l'osservazione diretta della natura e la capacità razionale dell'uomo sono considerate nella loro autonomia e superiorità.

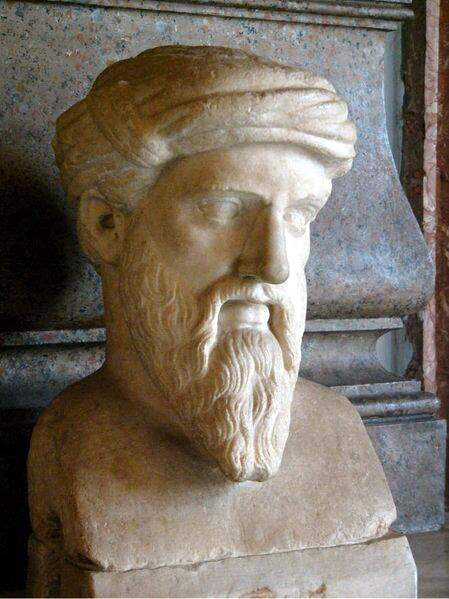
Pitagora

D'altro canto, nel pensiero greco arcaico, contemporaneamente alla meditazione sulla natura operata dai primi pensatori, si pone l'esigenza di ripensare il rapporto col divino e di affrontare le questioni proprie dell'etica, riguardanti il modo in cui l'uomo conduce la sua esistenza e le relazioni con la polis, la città-stato dove alla monarchia si è andato sostituendo un regime ugualitario di leggi concepito come un riflesso dell'ordine naturale dell'universo. Quest'esigenza, che trova una prima risposta nelle massime dei cosiddetti Sette Savi (in realtà una ventina di personaggi che solo occasionalmente ebbero relazioni fra di loro, e che lasciarono una serie di detti lapidari a tema specificamente etico), sfocerà più tardi nelle riflessioni della sofistica e della filosofia socratica e post-socratica, divenendo uno dei filoni principali della filosofia greca.
Nella prima fase l'aspetto ontologico e cosmologico è quello privilegiato; la riflessione di Pitagora, in questo senso, rappresenta un'importante evoluzione, in quanto primo tentativo di descrivere il reale secondo il criterio della Necessità, ovvero mediante leggi matematiche. Si tratta di un approccio mentale che si propone di indagare i nessi dell'invisibile armonia ritenuta a fondamento dell'universo; un approccio riservato a pochi iniziati per il carattere sacro attribuito alla dottrina. Il Numero è infatti per Pitagora l'origine della sapienza, e l'Unità alla quale egli allude non è semplicemente una cifra come tante altre, ma un'entità simbolica e suprema, l'elemento primordiale da cui ogni altra realtà discende e può essere dedotta, secondo una rigida concatenazione matematico-geometrica, dove però l'elemento qualitativo e contemplativo prevale su quello quantitativo. Alcuni aspetti della filosofia di Pitagora, in particolare l'impianto cosmologico misticheggiante, troveranno poi successivi sviluppi nel pensiero di Platone.

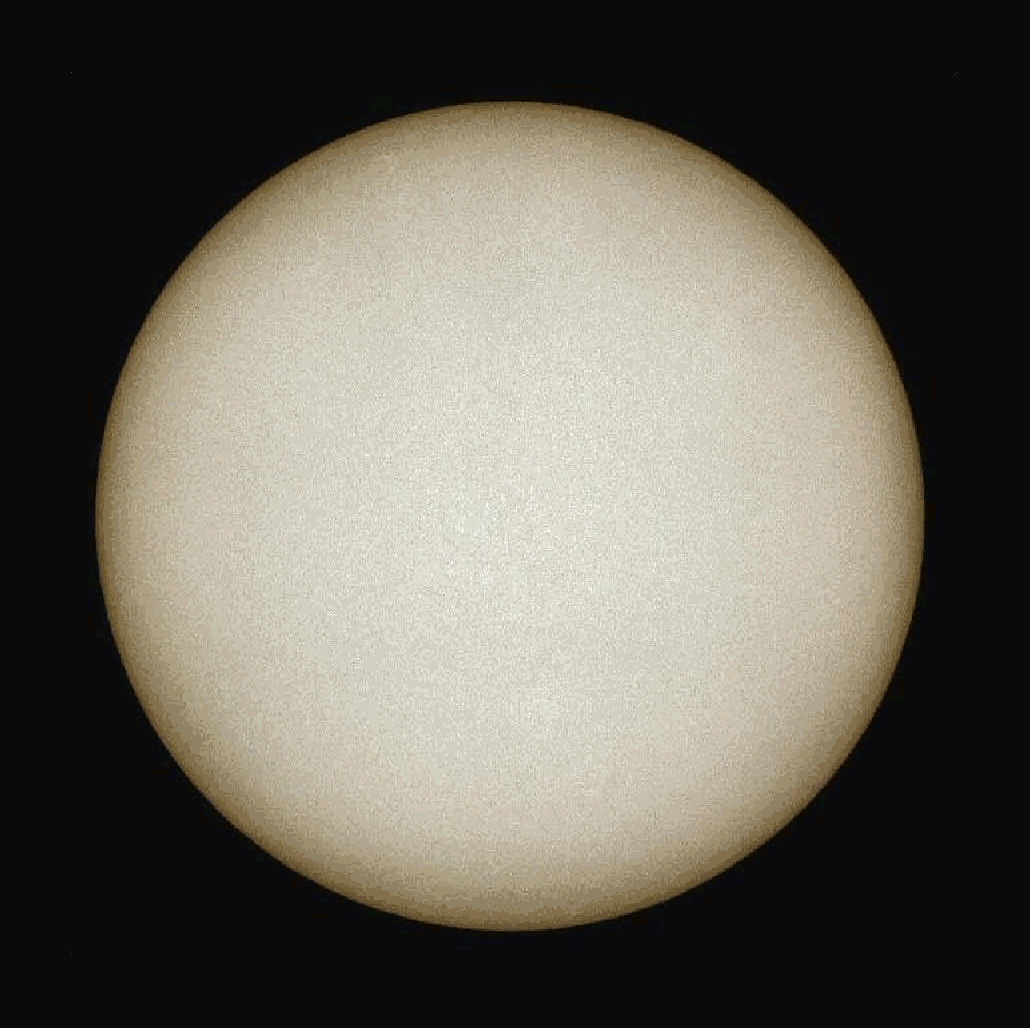
L'Essere secondo Parmenide: privo di imperfezioni e identico in ogni sua parte come una sfera

Al tentativo di indagare l'aspetto divino e sovrasensibile della natura si affianca l'impegno di altri filosofi nel liberare la ricerca ontologica sugli elementi primordiali dalle concezioni proprie della religiosità tradizionale. Di una critica nei confronti di quest'ultima, rivolta in particolare al suo antropomorfismo, si fa portavoce Senofane di Colofone, il cui pensiero prelude al più importante sviluppo dell'ontologia greca, rappresentato dal pensiero della scuola eleatica e di Parmenide. Questi si pone in polemica con i primi filosofi, che postulavano una varietà di elementi primari come spiegazione del divenire, e contro Eraclito, il quale definiva la realtà come prodotto di un incessante mutamento, sottoposto irriducibilmente alla legge dei contrari, accettando la molteplicità e le contraddizioni come un dato di fatto e non come errori del pensiero. I filosofi di Elea ritengono invece che l'Essere sia unico e che le impressioni dei sensi non ci possano condurre alla sua conoscenza; solo il pensiero capace di liberarsi dall'esperienza sensibile può volgersi alla verità dell'Essere, distinta dall'opinione in una radicale differenza ontologica rispetto alla realtà fenomenica.
Questa posizione parmenidea, che risente dell'influsso di Pitagora, avrà molta rilevanza nei successivi sviluppi della filosofia. Già con Empedocle, tuttavia, la tesi dell'unicità dell'Essere è rimessa in discussione; egli infatti propone piuttosto una tesi pluralista, identificando quattro elementi fondamentali come radici di tutto ciò che è, e due moventi fondamentali, l'Amore e l'Odio, come cause del divenire; Anassagora, successivamente, radicalizzerà ancor più le tesi di Empedocle, sostenendo che un'Intelligenza Universale, definita Nous (Nùs), amministra il continuo divenire a partire da un numero infinito di elementi semplici, chiamati omeomerie.
È solo con gli atomisti Leucippo e Democrito, tuttavia, che la fisica pluralista giunge alle sue conseguenze più estreme e più conseguenti; con Democrito, l'Essere che Parmenide aveva teorizzato essere Uno e Semplice, si scompone nella molteplicità di un numero infinito di atomi, che dell'Essere conservano soltanto l'indivisibilità, ma che sono elementi semplici di un cosmo concepito materialisticamente, da cui ogni finalismo è escluso.
In polemica con l'intero assetto dell'indirizzo ontologico della filosofia presocratica, sia pluralistico che monistico, i sofisti, ovvero gli esponenti della scuola sofistica, volgono invece la loro riflessione ai temi più strettamente etici, in particolare rilevando l'impossibilità di individuare valori universali comuni a tutti gli uomini.
È proprio in polemica con la sofistica che il pensiero di Socrate e la successiva filosofia greca cercherà una fondazione universale e oggettiva per i valori umani e la conoscenza.

### L'età classica: Socrate, Platone, Aristotele

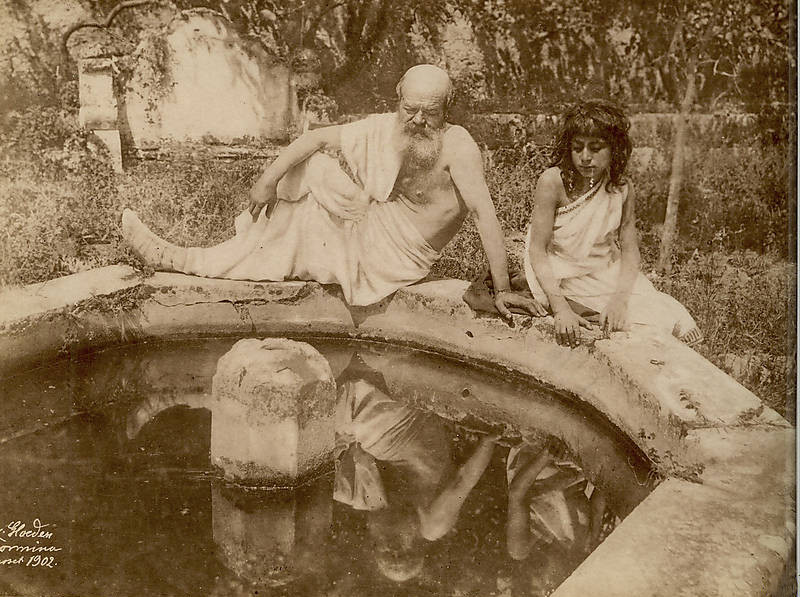
Socrate alla fonte (foto di ricostruzione storica di Wilhelm von Gloeden, 1902)

Con l'ateniese Socrate (469-399 a.C.) la filosofia greca compì un enorme salto di qualità divenendo ricerca incentrata decisamente sull'uomo e sull'esigenza di una verità universale. La ricerca di Socrate, che per certi versi si ricollega alla Sofistica, si muove tuttavia nella direzione di collegare il desiderio di conoscenza con il problema dell'etica, nell'ottica di una fondazione di una morale oggettiva e universale. In polemica con i sofisti, Socrate respingeva il loro relativismo (Protagora) e nichilismo (Gorgia), sia in ambito morale che gnoseologico; il vero saggio è piuttosto colui che, partendo dalla necessaria ammissione della propria ignoranza, fa di se stesso l'oggetto del proprio problema. Saggio è colui che cerca, che non si accontenta delle risposte a sua disposizione, ma sa porsi delle domande e suscitarle negli altri. Il dubbio socratico non induceva, però, allo scetticismo, bensì mirava alla verità in modo assolutamente disinteressato: Socrate la cercava non al di fuori di sé, ma nell'interiorità del proprio essere, che egli chiamava δαίμων, dàimon (cioè "demone", ma significa anche temperamento, indole). La filosofia era dunque per lui essenzialmente opera di maieutica, ovvero l'arte, propria dell'ostetrica, di mettere gli uomini in condizione di partorire da se stessi, naturalmente, la verità dell'anima.

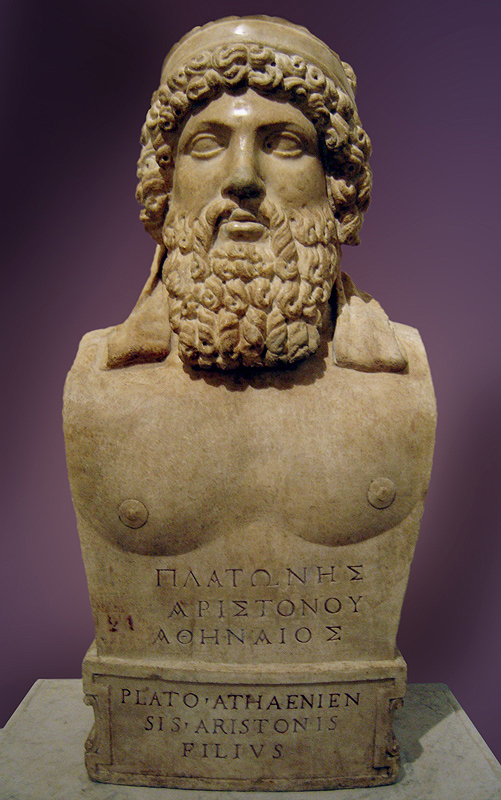
Platone

Socrate giunse così a connettere in modo inscindibile il bene con la conoscenza: non si può non seguire il bene, se lo si conosce. Mentre tuttavia lasciava indeterminato e avvolto nel mistero l'oggetto della sua indagine filosofica e del suo continuo cercare, il suo allievo Platone (427-347 a.C.) si spinse verso un più alto grado di riflessione e definì idea il vero oggetto della conoscenza umana. Questa idea (oggi diremmo «forma») doveva risolvere non solo la questione di “cosa” sapere sollevata da Socrate, ma anche la dicotomia e le divergenze sorte tra Parmenide ed Eraclito. Essa aveva infatti i tratti della staticità e incorruttibilità dell'essere parmenideo da un lato, ma conciliava in sé anche il divenire di Eraclito: così ad esempio bianco e nero rimangono termini contrapposti e molteplici sul piano sensibile; tuttavia, è solo cogliendo questa differenza di termini che si può risalire al loro fondamento e comune denominatore, cioè l'Idea di Colore. 
L'Idea è dunque l'origine (e meta finale) sia della conoscenza che della realtà, essendo cioè il modello, l'esemplare, tramite cui le cose reali sono fatte, e tramite cui ci è possibile conoscerle. Il processo mentale con cui si risale dal molteplice sensibile all'unità intelligibile venne chiamato da Platone dialettica, e consiste nella filosofia stessa, assimilata all'amore, e interpretata socraticamente come riflessione sociale, svolta dal filosofo nel dialogo con altri personaggi; in realtà questo dialogo ha una funzione più apparente che reale, consentendo al filosofo di emendare la sua ricerca dagli errori dovuti alle apparenze, spinto dal desiderio "erotico" di sapere. L'Idea sta al culmine di questo processo e supera (trascende) le particolarità relative e transitorie degli oggetti sensibili, pur essendone il fondamento.
Platone tentò così di risolvere il problema, sorto con Parmenide, circa la natura dell'Essere. Parmenide aveva detto che solo l'Essere è, mentre il non-essere non è, ma al di là di questa tautologia non aveva specificato cosa fosse questo Essere. In tal modo diventava impossibile conoscerlo, capirlo, e in ultima analisi parlarne. Ricorrendo al mondo delle Idee Platone pensò di poter oggettivare l'Essere, nel quale identificava appunto le Idee stesse, le quali sono strutturate gerarchicamente, da un minimo a un massimo di “essere”, fino all'idea suprema del Bene. Proprio questa gerarchia permette la conoscenza, perché è il raffronto dialettico tra realtà diverse, tra ciò che sta in alto (essere) e ciò che sta in basso (non-essere) a rendere possibile il sapere. Rispetto dunque a Parmenide che concepiva l'Essere e il non-essere come separati, contrapposti e incomunicabili, Platone ammise invece dei passaggi graduali dal non-essere all'Essere.
Si presentò a questo punto un dualismo tra il mondo delle idee (o iperuranio) e il mondo terreno: la nozione del mondo ideale, che in noi mortali è inconscia e assopita, si risveglia infatti proprio attraverso l'esperienza sensibile. La conoscenza è cioè una reminiscenza: noi conosciamo ciò che sapevamo già, ma avevamo dimenticato. Questo dualismo fu vissuto dallo stesso Platone ora ottimisticamente, ora più pessimisticamente, in quanto permea non solo la conoscenza ma anche la moralità e l'essenza dell'uomo lacerandolo interiormente, e venne illustrato attraverso efficaci e suggestivi miti (della caverna, della biga, dell'Eros ecc.), che propongono l'ascesa o il ritorno verso il bene e il vero. Anche alla politica Platone pose l'obiettivo della perfezione: lo Stato secondo ragione, teorizzato nella Repubblica, dev'essere organizzato sulla base di una divisione in classi sociali, corrispondenti agli elementi costitutivi dell'anima umana (razionale, intellettiva, concupiscente); riconobbe inoltre la parità tra uomo e donna. Fervido artista e poetico nell'espressione, egli tese tuttavia a svalutare filosoficamente l'arte, per il suo carattere di riproduzione imitativa della natura, già a sua volta imitante l'idea.

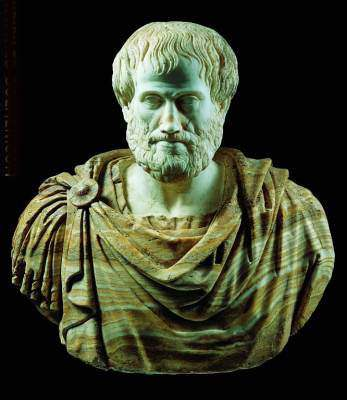
Aristotele

La rigida separazione tra mondo ideale e reale, propria di Platone, piacque poco al suo discepolo Aristotele (384-322 a.C.), che in opposizione alle teorie platoniche sostenne invece l'immanenza dell'universale e considerò la realtà come sintesi di materia (elemento particolare) e forma (elemento appunto universale), in un continuo divenire che si attua nel perenne passaggio degli organismi dalla potenza all'atto. Solo Dio, ovvero il primo motore o causa prima, che determina il divenire di tutti gli altri corpi, è atto puro, ed è perciò immobile, ma attrae verso di sé gli elementi ancora in potenza. Secondo Aristotele ogni realtà ha in se stessa, e non in cielo, le ragioni (entelechia) per cui tende a essere fatta così e non in un altro modo. Egli introdusse in questo modo il concetto di sostanza, cioè di un sostrato che rimane sempre identico a se stesso e prescinde dalle sue particolarità esteriori.
Le differenze rispetto a Platone tuttavia, pur importanti, non portarono a una radicale contrapposizione, perché anche Aristotele dava grande importanza al pensiero sistematico e alle forme universali, e concepiva l'essere in forma dinamica (come passaggio dalla potenza all'atto) anziché staticamente contrapposto al non-essere. Aristotele propose in definitiva una soluzione diversa al medesimo problema di come conciliare le divergenze tra Parmenide ed Eraclito, tra l'essere e il divenire. 
L'etica era pure concepita da Aristotele al modo di Socrate e Platone, cioè come ricerca della virtù, di quelle attitudini che un uomo deve seguire perché possa vivere felice. Egli faceva coincidere il valore con l'essere: quanto più una realtà realizza la propria ragion d'essere, tanto più essa vale. Agli uomini consigliava il "giusto mezzo": solo usando equilibrio e moderazione una persona può diventare felice e armonica. Allo stesso modo, le tre possibili forme politiche dello Stato (monarchia, aristocrazia, e democrazia) devono guardarsi dall'estremismo delle loro rispettive degenerazioni: tirannide, oligarchia e oclocrazia.
Come già in Platone, inoltre, secondo Aristotele la conoscenza non deriva esclusivamente dall'esperienza. Essa implica la cooperazione di sensibilità ed intelletto, e si attua in gradi, culminando con l'intervento di un trascendente intelletto attivo, che astrae la «forma» intelligibile dalle qualità sensibili e provvisorie degli oggetti. 
Distinta dall'intelletto è la Logica che è articolata attraverso un processo deduttivo, la cui forma tipica è il sillogismo. Altri principi essenziali della sua logica «formale» (detta anche logica del «pensare astratto») sono il principio di identità, e quello di non-contraddizione. L'importanza di Aristotele per il pensiero occidentale si deve, tra le altre cose, proprio alla sua logica, al fatto cioè che fu lui col suo metodo a fondare e ordinare le diverse forme di conoscenza, creando i presupposti e i paradigmi dei linguaggi specialistici che vengono usati ancora oggi in campo scientifico(sia pure con notevoli mutamenti di significato).

### Il periodo ellenistico
Ispirandosi in vario modo ai filosofi precedenti, ma in particolare a Socrate, nel periodo ellenistico si svilupparono diverse scuole di pensiero, le quali ebbero tutte in comune la centralità del tema etico, decisamente prevalente, in questi pensatori, rispetto alle tematiche gnoseologiche e ontologiche affrontate da Platone e Aristotele. Altro elemento caratteristico di questa fase della filosofia greca, è la costituzione, sul modello dell'Accademia di Atene platonica e del Liceo di Aristotele, di vere e proprie scuole come centri di aggregazione, evoluzione e diffusione delle varie correnti di pensiero. 
Le principali scuole post-socratiche o ellenistiche sono quindi:
- la scuola cinica
- la scuola scettica
- la scuola epicurea
- la scuola stoica

Per quanto riguarda la scuola cinica, essa si caratterizzò per interpretare il tema della morale non solo come mero problema teoretico, ma come una questione esplicitamente pratica. Gli esponenti della scuola cinica, fra i quali ricordiamo Diogene di Sinope e Antistene, non solo teorizzarono una concezione del bene come mera eliminazione di ogni sofferenza e come affermazione della suprema libertà interiore del singolo individuo, ma si fecero portatori di questa concezione anche nell'agire quotidiano, mostrandosi in pubblico come esemplari viventi della propria concezione morale: ne seguì perciò un gran fiorire di aneddoti, come ad esempio quello di un incontro fra Diogene ed Alessandro Magno, in cui il filosofo chiede indolentemente al condottiero di spostarsi, per non fargli ombra.
In un certo senso simile al modo di pensare dei cinici fu lo scetticismo di Pirrone e dei suoi seguaci. La scuola scettica, tuttavia, traeva le ragioni dell'individualismo etico che propugnava da una conclusione di carattere più strettamente metafisico: poiché nulla può essere conosciuto con certezza, e lo stesso bene è inconoscibile, l'unica virtù possibile consiste nell'astenersi da ogni passione, sia teoretica che pratica. L'atarassia, quindi, ovvero l'imperturbabilità, è lo scopo cui deve conformarsi, secondo Pirrone, la vita dell'uomo.
A queste considerazioni etiche che sostanzialmente eliminavano ogni possibilità di una morale universalmente valida e fondata su una considerazione oggettiva del bene, risposero indirettamente le posizioni di Epicuro e della sua scuola (definita "Il Giardino"), nonché le differenti espressioni dello stoicismo. Per quanto riguarda Epicuro, il cui pensiero si fonda su una concezione radicalmente materialistica e atomistica della natura, egli concepì la filosofia stessa come un farmaco, per la precisione un tetrafarmaco, in grado di liberare l'uomo dalle sue paure esistenziali, in modo da condurlo alla libera espressione di se stesso e alla felicità. Per Epicuro, pertanto, obiettivo della morale non è il perseguimento del bene, ma il raggiungimento della felicità; e tale felicità consiste nel piacere, purché si comprenda, tuttavia, che solo alcuni piaceri (fra i quali il cibo, l'amicizia, una sessualità moderata) sono davvero necessari e vanno perseguiti, mentre tutti gli altri creano in realtà turbamento e sofferenza.
Per quanto riguarda invece la scuola stoica, che si articolò in numerosi esponenti (Zenone di Cizio, Panezio, Posidonio, Crisippo etc.) e che trovò una grande diffusione anche nella Roma imperiale, divenendone quasi la filosofia ufficiale, essa si occupò sia di logica che di fisica e di etica, ma il tema più rilevante restò in ogni caso quello morale. Nell'ambito di una concezione dell'uomo come partecipe del logos che unisce tutte le cose, secondo gli stoici l'individuo, per vivere rettamente, deve "omologarsi" in senso letterale (ovvero "rendersi uguale al Logos"), cioè comportarsi sempre secondo la ragione che è comune a tutti gli uomini. L'apatia propria agli stoici, quindi, non consiste nell'indifferenza nei confronti delle passioni, ma nella capacità di accettare anche il male e il dolore come necessari e finalisticamente positivi. Un forte senso del dovere e del rigore morale fece in modo che a questo tipo di etica aderirono soprattutto le classi dirigenti della Roma imperiale.

### Neoplatonismo e fine della filosofia greca
Nell'età dell'impero romano la cultura ellenistica si fonde con quella latina, e anzi contribuisce, soprattutto mediante i suoi apporti artistici e filosofici, a sviluppare anche nei cittadini romani il senso e l'importanza dell'otium, ovvero di quella parte della vita quotidiana che i cittadini più ricchi possono e devono dedicare ai piaceri e alla riflessione, anziché all'impegno politico o lavorativo. 
Non è quindi più possibile, in periodo imperiale, identificare una filosofia "greca" distinta dai suoi sviluppi in ambito latino; tuttavia, in realtà, non vi sono più autonome e originali ricerche filosofiche, ma rielaborazioni sempre più eclettiche delle correnti di pensiero precedenti, favorite da una dimensione sempre più cosmopolita degli individui.

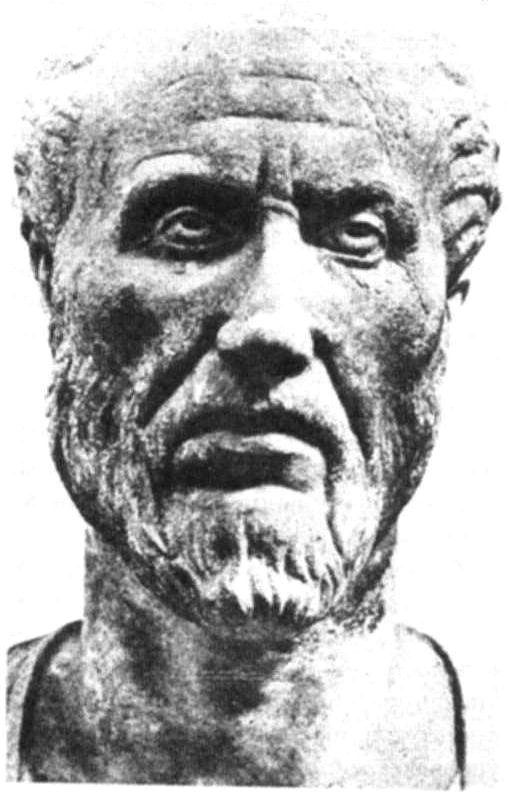
Plotino

In un tale contesto, in cui si assiste al prevalere di correnti gnostiche, e ad alcune rielaborazioni dell'aristotelismo, le principali novità sono rappresentate però dalla diffusione della religione cristiana, la cui affermazione giunge a compimento con la legalizzazione del culto da parte dell'imperatore Costantino (313); e dalla risposta "filosofica" e pagana a questo culto, rappresentato dai vari esponenti del neoplatonismo, i più importanti dei quali sono Plotino, Porfirio, Giamblico, Proclo.
Il neoplatonismo si presenta come una cospicua reinterpretazione del pensiero di Platone, in particolare nei suoi aspetti ontologici e cosmologici, per ricondurlo sulle orme di Parmenide a un principio più unitario rispetto alla Diade a cui erano approdati gli ultimi dialoghi platonici. Secondo la dottrina neoplatonica, l'intero universo trae origine da un principio primo che si può definire "Uno"; da esso, per mezzo dell'energia vitale e di vari livelli intermedi, detti ipostasi, la creazione, che avviene per emanazione spirituale, giunge fino alle realtà sensibili, ovvero alla materia formata, come una luce che si diffonde allontanandosi via via dalla sorgente. L'uomo è quindi vittima di una "caduta" nella materialità, da cui può riscattarsi ripercorrendo al contrario, mediante un rientro nella propria anima, i vari gradi della processione divina, risalendo verso l'unità con la natura vivente (definita "anima del mondo"), poi col Nous o intelligenza, che è pensiero contemplativo di sé, fino a sperimentare nell'estasi la riunificazione con l'Uno da cui tutto promana. È facile notare come questo pensiero abbia in sé notevoli elementi di misticismo; esso infatti avrà una grande influenza sui maggiori mistici cristiani del Medioevo, e durerà fin quando l'aristotelismo non subentrerà al neoplatonismo.
Già con Giustino, poi con Clemente Alessandrino, Tascio Cecilio Cipriano e Eusebio di Cesarea, il cristianesimo delle origini trasse ispirazione dal platonismo. Anche Origene, Tertulliano e i Padri cappadoci fecero un uso sapiente del ragionamento filosofico e, sebbene avessero criticato i filosofi, adottarono il linguaggio filosofico dovunque ne ebbero possibilità.
Con Agostino e gli altri padri della Chiesa la religione cristiana si diffonde a tutti i livelli del potere temporale, grazie al consenso sempre crescente che riscuote presso i pagani, che decidono di convertirsi alla «buona novella». Assimilando la loro cultura ne vengono respinti al contempo gli elementi ritenuti incompatibili con la nuova dottrina. Tramonta così, con l'editto di Giustiniano del 529 - che decreta la definitiva chiusura dell'Accademia di Atene - la filosofia greca: essa durò, pertanto, circa un millennio.

## Considerazioni critiche
Sulle origini della filosofia greca molto si è discusso tra gli studiosi su possibili influssi derivanti dall'Oriente asiatico. Alcuni aspetti del pensiero della scuola di Mileto, di Pitagora, di Eraclito, e di Parmenide, hanno fatto pensare, a seconda dei casi, ad un'ascendenza mosaica, egizia, iranica, o anche indiana. Altri invece, come Giovanni Reale, negano tali influssi riconoscendo alla filosofia greca piena autonomia e originalità. Così secondo Giuseppe Faggin, «di fronte alle civiltà dell'Oriente, il genio ellenico rappresenta la vocazione alla luce, alla razionalità, al Logos».
Il Logos è per Reale il fondamento della ragione greca, la quale però si richiamava soprattutto all'intuizione come principio del filosofare, e privilegiava il metodo della confutazione (elenchos) per dimostrare le contraddizioni degli avversari. Faggin ha elencato quelle caratteristiche appartenute al patrimonio culturale greco, che, come ribadito sostanzialmente dallo stesso Reale, sono diventate una componente essenziale del pensiero occidentale: il cosmo (κόσμος) cioè la realtà ordinata e razionale; la legge (νόμος) che ne regola i fatti; la cadenza (ῥυθμός, ritmo) che scandisce le oscillazioni della vita; l'accordo (αρμονία, armonia) che congiunge suoni, azioni, mondi; la proporzionalità (συμμετρία, simmetria) nella bellezza dei corpi umani e nelle costruzioni architettoniche; la parola (λόγος, logos) intesa come il senso e la ragione di fatti, eventi, azioni; la necessità (ανάγκη) che incombe, inesorabile, su tutto ciò che esiste.
Una tale razionalità ed organicità si rifletteva nella concezione della polis, le cui leggi erano ritenute un riflesso dell'ordine naturale dell'universo, una concezione messa in crisi soltanto dall'avvento della sofistica. Analogamente era considerato «bello e buono» (καλὸς καὶ αγαθός) colui che attuasse nelle azioni, nel corpo e nel pensiero la legge e il ritmo della natura. Viceversa la colpa peggiore era «la ὔβρις, cioè la tracotanza che si rifiuta di accettare l'ordinamento divino del mondo e gli oppone il proprio orgoglioso arbitrio».
Un'altra caratteristica della filosofia greca era la propensione alla speculazione teoretica, alla "vita contemplativa" (βίος θεωρητικός), ritenuta il fine più nobile dell'esistenza umana, a discapito delle attività tecniche e manuali (βίος πραγματικός). Testimonianze esplicite in tal senso verrebbero da Socrate, e Aristotele, sebbene non si tratti mai di un filosofare puramente astratto, ma rivolto anche all'agire etico e politico.